# Norbert Matsch
Norbert Matsch (* 1969 in Horn in Niederösterreich) ist ein österreichischer Kirchenkapellmeister.

## Leben
Norbert Matsch wuchs auf in Retz und erhielt seine erste musikalische Ausbildung im Benediktinerstift Altenburg bei Leopold Friedl. Im folgenden Kirchenmusikstudium an der Wiener Musikhochschule waren Erwin Ortner und Peter Planyavsky seine prägenden Lehrer. 
In Wien war Norbert Matsch Leiter des Collegium Vocale Wien sowie Probenassistent im Arnold Schoenberg Chor. Neben einer Lehrtätigkeit am Wiener Diözesankonservatorium war er auch Zweiter Kapellmeister der Sängerknaben vom Wienerwald.
Nach seiner Übersiedlung nach Südtirol gründete er den Michael Pacher Chor in Bruneck und war mit diesem v. a. beim Festival für Geistliche Musik Bozen-Trient sowie den Gustav-Mahler-Wochen in Toblach zu hören. In letzter Zeit singt der Chor vermehrt Werke Tiroler Komponisten des 20. Jahrhunderts.
Im Herbst 2003 wurde Norbert Matsch als Domkapellmeister an den Linzer Mariendom berufen, wo er erfolgreich die Dommusik Linz leitete. Von 2005 bis 2020 war er als Stiftskapellmeister des Prämonstratenserstiftes Wilten für die gesamte Kirchenmusik zuständig.

## Auszeichnungen
Norbert Matsch ist Preisträger des Erwin-Ortner-Preises 1997.